# Fucitol
Le Fucitol (ou 6-déoxy-L-galactitol) est un polyol.
Le fucitol existe sous deux formes stéréo-isomères : L et D. La forme L est naturellement présente dans les algues (fucus vésiculeux) et les graines de carvi (Carum carvi).
Attention à la nomenclature : 6-déoxy-L-galactitol est la même chose que 1-déoxy-D-galactitol (L-fucitol).
Le fucitol est présent dans l'urine et le sang de patients atteints d'urémie.